# Thomas Worlidge
Thomas Worlidge, né en 1700 à Peterborough et mort le 23 septembre 1766 à Hammersmith, est un artiste peintre et un graveur à l'eau-forte anglais.

## Biographie
Thomas Worlidge est né en 1700 à Peterborough.
Il a pour maître dans le dessin et la peinture d'abord Alessandro Maria Grimaldi puis François Boitard, disciple de Raymond Lafage. Longtemps après avoir dessiné des portraits, des figures académiques et des sujets historiques, tant au crayon, qu'à la mine de plomb, lavés à l'encre de Chine, il commence à manier les couleurs. Il peint à l'huile son portrait en ne se servant que de quatre ocres. Sa manière de peindre n'est pas du goût des amateurs de son temps, ce qui lui vaut la réputation d'un peintre raboteux. Il peint d'un ton plus moelleux[Quoi ?] plusieurs tableaux dont le portrait de sa femme et une Sainte Cécile. Cette Sainte Cécile, peinte pour l'exposition du salon au Spring-Garten, n'est pas admise par l'inspecteur, sous prétexte qu'on n'admet pas de copie. Un connaisseur dit à cette occasion que si c'était une copie, il serait curieux de voir l'original. M. Price, un ami de Thomas Worlidge, s'amusait à confondre les prétendus connaisseurs.
Thomas Worlidge grave dans le goût de Rembrandt 140 pièces de différents sujets[réf. souhaitée]. Il laisse aussi 180 dessins d'après des pierres gravées qui se trouvent dans les cabinets des curieux en Angleterre.
Il est mort en 1766 à Hammersmith.